# Eritrea en los Juegos Olímpicos
Eritrea en los Juegos Olímpicos está representada por el Comité Olímpico Nacional Eritreo, creado en 1996 y reconocido por el Comité Olímpico Internacional en 1999.
Ha participado en siete ediciones de los Juegos Olímpicos de Verano, su primera presencia tuvo lugar en Sídney 2000. El deportista Zersenay Tadese logró la única medalla olímpica del país en las ediciones de verano, al obtener en Atenas 2004 la medalla de bronce en atletismo en la prueba de 10 000 metros.
En los Juegos Olímpicos de Invierno ha participado en dos ocasiones, siendo Pyeongchang 2018 su primera aparición en estos Juegos. El país no ha conseguido ninguna medalla en las ediciones de invierno.

## Medallero

### Por edición
| Evento              | Oro | Plata | Bronce | Total |
| ------------------- | --- | ----- | ------ | ----- |
| Sídney 2000         | 0   | 0     | 0      | 0     |
| Atenas 2004         | 0   | 0     | 1      | 1     |
| Pekín 2008          | 0   | 0     | 0      | 0     |
| Londres 2012        | 0   | 0     | 0      | 0     |
| Río de Janeiro 2016 | 0   | 0     | 0      | 0     |
| Tokio 2020          | 0   | 0     | 0      | 0     |
| París 2024          | 0   | 0     | 0      | 0     |
| TOTAL               | 0   | 0     | 1      | 1     |

| Evento           | Oro | Plata | Bronce | Total |
| ---------------- | --- | ----- | ------ | ----- |
| Pyeongchang 2018 | 0   | 0     | 0      | 0     |
| Pekín 2022       | 0   | 0     | 0      | 0     |
| TOTAL            | 0   | 0     | 0      | 0     |

### Por deporte
Deportes de verano
| Evento    | Oro | Plata | Bronce | Total |
| --------- | --- | ----- | ------ | ----- |
| Atletismo | 0   | 0     | 1      | 1     |
| TOTAL     | 0   | 0     | 1      | 1     |